# 2000 Miles
2000 Miles — це пісня рок-гурту, The Pretenders, яка була видана, в листопаді 1983 року, входить, в студійний альбом Learnig to Crawl, 1984, року, у Велико Британії досягнула 15-го, місця в UK Singles Chart. Є різдвяною піснею гурту, хоча деякі вважають, цю пісню про двох закоханих, які знаходяться на далекій відстані один від одного, у святкові дні, і сумують один за одним. Насправді пісня присвячена, колишньому учаснику, гурту, гітаристу Джеймсу Ханімуту-Скотту.